# گریمزلی (تنسی)
گریمزلی (به انگلیسی: Grimsley) یک منطقهٔ مسکونی در ایالات متحده آمریکا است که در شهرستان فنترس، تنسی واقع شده‌است. گریمزلی ۱٬۱۶۷ نفر جمعیت دارد و ۵۳۴٫۰۲ متر بالاتر از سطح دریا واقع شده‌است.